# Phalotris
Phalotris är ett släkte av ormar. Phalotris ingår i familjen snokar. Släktet tillhör underfamiljen Dipsadinae som ibland listas som familj.
Arterna är med en längd upp till 75 cm små ormar. De förekommer i Sydamerika och vistas främst i skogar på marken. Individerna gräver ofta i lövskiktet och i det översta jordlagret. De äter troligtvis ryggradslösa djur. Honor lägger ägg. Flera ingående arter listades tidigare i släktet Elapomorphus.
Arter enligt Catalogue of Life:
- Phalotris bilineatus
- Phalotris concolor
- Phalotris cuyanus
- Phalotris labiomaculatus
- Phalotris lativittatus
- Phalotris matogrossensis
- Phalotris mertensi
- Phalotris multipunctatus
- Phalotris nasutus
- Phalotris nigrilatus
- Phalotris punctatus
- Phalotris tricolor

The Reptile Database listar dessutom:
- Phalotris cerradensis
- Phalotris lemniscatus
- Phalotris normanscotti
- Phalotris reticulatus
- Phalotris sansebastiani